# Tasha Steelz
Latasha Harris (née le 3 avril 1988 à Bloomfield (New Jersey)) est une catcheuse (lutteuse professionnelle) américaine. Elle travaille actuellement à l'Impact Wrestling, sous le nom de Tasha Steelz.

## Biographie

### National Wrestling Alliance (2019-2020)
Elle fait ses débuts à la NWA à Into The Fire en perdent contre Thunder Rosa.

### Impact Wrestling (2020-...)
Elle fait ses débuts le 12 mai à Impact en perdant contre Kylie Rae. .
Le 13 mai 2020, Impact Wrestling annonce qu'elle a officiellement signé avec la fédération.
Le 16 janvier 2021 à Hard to Kill, elle remporte les Knockout Tag Team Championship avec Kiera Hogan contre Havok et Nevaeh en final du tournoi.

## Palmarès
- Battle Club Pro
  - 2 fois BCP ICONS Champion (actuel)

- Chaotic Wrestling
  - 2 fois Chaotic Wrestling Women's Champion

- Impact Wrestling
  - 1 fois Impact Knockouts Champion
  - 2 fois Impact Knockouts Tag Team Championship avec Kiera Hogan
  - Impact Knockouts Tag Team Championship Tournament (2020-2021) avec Kiera Hogan

- Independent Wrestling Federation
  - 1 fois IWF Women's Champion

- Synergy Pro Wrestling
  - Women's Garden State Invitational (2020)

## Récompenses des magazines
- Pro Wrestling Illustrated

| Année | 2020 | 2021 | 2022 |
| ----- | ---- | ---- | ---- |
| Rang  | 67   | 51   | 11   |